# Arizona Cardinals

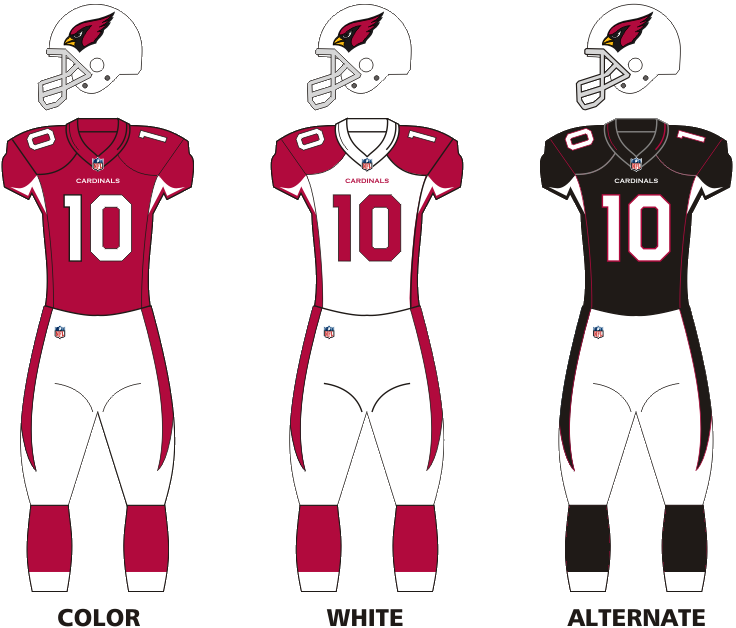
Uniformes de los Arizona Cardinals.

Los Arizona Cardinals (en español, Cardenales de Arizona) es un equipo profesional de fútbol americano de los Estados Unidos con sede en el área metropolitana de Phoenix, Arizona. Compiten en la División Oeste de la Conferencia Nacional (NFC) de la National Football League (NFL) y disputan sus partidos como locales en el State Farm Stadium, ubicado en la ciudad de Glendale.
El equipo fue fundado en Chicago como Morgan Athletic Club en el año 1898, lo que hace de ellos el club de fútbol americano profesional más antiguo de Norteamérica. En 1920 entraron en la NFL como miembro fundador de la liga con el nombre Racine Cardinals, que en 1922 cambiaron por el de Chicago Cardinals. En 1960 se mudaron a San Luis (Misuri) y pasaron a denominarse St. Louis Cardinals, sin relación con el equipo homónimo de béisbol. A finales de los años ochenta la franquicia se trasladó a Arizona, donde fueron conocidos como Phoenix Cardinals hasta que en 1994 adoptaron su denominación actual.
A lo largo de su historia, los Cardinals han ganado dos campeonatos de NFL (1925 y 1947), un título de conferencia (2008) y diez títulos de división.

## Historia de la franquicia

### Los Cardenales de Chicago
El inicio de la franquicia se remonta a 1898, cuando un grupo de vecinos se reunió para jugar en el Chicago South Side, llamándose Morgan Athletic Club. El contratista de pintura y construcción de Chicago, Chris O'Brien, adquirió el equipo, que trasladó a Normal Field en Racine Avenue. El equipo era conocido como Racine Normals hasta 1901, cuando O'Brien compró camisetas usadas de la Universidad de Chicago. Describió la ropa granate descolorida como "rojo cardenal" y el equipo se convirtió en los Cardenales de Racine Street. Finalmente, en 1920, el equipo se convirtió en miembro fundador de la Asociación Estadounidense de Fútbol Profesional (APFA), que fue rebautizada como la Liga Nacional de Fútbol Americano (NFL) dos años después. El equipo ingresó a la liga como los Cardenales de Racine. Sin embargo, el nombre se cambió en 1922 a The Chicago Cardinals para evitar confusiones con Horlick-Racine Legion, que ingresó a la liga el mismo año. Los Chicago Cardinals fueron galardonados con el Campeonato de la NFL de 1925 después de que los Pottsville Maroons fueran suspendidos por jugar un partido en lo que se consideró "otro equipo territorio [sic]". Habiendo vencido a los Cardinals en un juego cara a cara a principios de temporada, los Pottsville Maroons ganó su juego extra contra la Universidad de Notre Dame, ayudándolos a terminar el año con el mismo récord que los Cardinals. Los Cardinals también fueron culpables de romper las reglas de la NFL cuando programaron dos juegos adicionales, jugando contra los Hammond Pros y los Milwaukee Badgers, quienes ya estaban disueltos para la temporada. El juego contra los Badgers provocó un escándalo cuando los Badgers completaron su lista con cuatro jugadores de secundaria, en violación de las reglas de la NFL. Los Cardinals experimentaron cierto éxito en el campo de juego durante sus primeras 26 temporadas en la liga. Durante los años posteriores a la Segunda Guerra Mundial, el equipo alcanzó dos finales consecutivas de la NFL contra los Philadelphia Eagles, ganando en 1947, ocho meses después de que Charles Bidwill falleciera - y perder al año siguiente. A fines de la década de 1950, después de años de malas temporadas y perder fanáticos ante los rivales de Chicago Bears, los Cardinals estaban casi en bancarrota y la dueña Violet Bidwill Wolfner se interesó en una reubicación. Posteriormente, en 1947, incorporaron al cardenal como mascota.
Debido a la falta de jugadores por la Segunda Guerra Mundial, en 1944 se fusionan con los Pittsburgh Steelers para llamarse los Card-Pitt y al terminarse la guerra la fusión se disolvió.

### Los Cardenales de San Luis
Debido a la formación de la rival American Football League, la NFL permitió a Bidwill trasladar el equipo a San Luis, Misuri, donde se convirtieron en los St. Louis Cardinals (localmente, se les llamaba "Big Red", "Gridbirds"). o los "Football Cardinals" para evitar confusiones con el equipo de béisbol del mismo nombre). Durante la estadía de 28 años de los Cardinals en St. Louis, avanzaron a los playoffs solo tres veces (1974, 1975 y 1982), sin recibir ni ganar en ninguna aparición. La mediocridad general de los Cardinals, combinada con un estadio que entonces tenía 21 años, hizo que la asistencia a los juegos disminuya, y el propietario Bill Bidwill decidió trasladar el equipo a Arizona.

### Los Cardenales de Phoenix
Poco después de la temporada de la NFL de 1987, Bidwill acordó mudarse a Phoenix, Arizona, en un acuerdo de apretón de manos con funcionarios estatales y locales, y el equipo se convirtió en los Phoenix Cardinals La franquicia cambió su nombre geográfico de Phoenix a Arizona el 17 de marzo de 1994. (La franquicia nunca ha jugado en la ciudad de Phoenix propiamente dicha; sin embargo, hay varios equipos de la NFL que no juegan en las ciudades centrales de su mercado). La temporada de la NFL de 1998 vio a los Cardinals romper dos largas sequías, clasificando para los playoffs por primera vez en 16 años. El equipo consiguió su primera victoria en postemporada desde 1947 al derrotar a los Dallas Cowboys 20–7 en los Wild Card Playoffs . En 2008, los Cardinals, liderados por el mariscal de campo Kurt Warner, ganaron el Juego de Campeonato de la NFC contra los Philadelphia Eagles para avanzar al Super Bowl por primera vez en la historia de la franquicia. Perdieron el Super Bowl XLIII 27-23 ante los Pittsburgh Steelers en los últimos segundos.
Después de su histórica temporada 2008, los Cardinals registraron un récord de 10–6 en 2009, su primera temporada con 10 victorias en Arizona. Los Cardinals consiguieron su segundo título consecutivo de la NFC Oeste y fueron derrotados por el eventual campeón del Super Bowl, los New Orleans Saints 45-14 en los playoffs divisionales. La próxima vez que llegarían a los playoffs sería en 2014, cuando terminaron como comodines. Fijan el mejor registro de la temporada regular en la historia del equipo en Arizona en 11-5, pero fueron derrotados por los 7-8-1 NFC Sur campeones Carolina Panthers .
Al año siguiente, los Cardinals establecieron un récord de 13-3, el mejor de la franquicia, y aseguraron su primer adiós a los playoffs de primera ronda como el segundo sembrado de la NFC. Derrotaron a los Green Bay Packers 26-20 en tiempo extra, lo que le dio al mariscal de campo Carson Palmer su primera victoria en los playoffs. Luego, los Cardinals avanzaron a su segundo Juego de Campeonato de la NFC en su historia, pero fueron derrotados por los Panthers 49-15, cabezas de serie 15-1, cometiendo siete pérdidas de balón.
Todo fue cuesta abajo desde allí. Los Cardinals cayeron a 7-8-1 en 2016 y 8-8 en 2017 antes de caer finalmente a 3-13 en 2018, empatando el récord de franquicia establecido en 2000 para el peor récord en una temporada de 16 juegos. A pesar de las mejoras que llevaron al equipo a 5-10-1 en 2019 y 8-8 en 2020, el equipo aún no ha regresado a la postemporada desde 2015.
En la temporada 2021, los Cardinals están clasificados como el equipo número uno de la liga, y actualmente ostentan el puesto número uno en los playoffs de la NFC. A partir de la semana 13, los Cardinals tienen un récord de 10-2 y se han asegurado un lugar en los playoffs.
Posteriormente, en 1947, incorporaron al cardenal como mascota.
Debido a la falta de jugadores por la Segunda Guerra Mundial, en 1944 se fusionan con los Pittsburgh Steelers para llamarse los Card-Pitt y al terminarse la guerra la fusión se disolvió.

### 2004-presente: Los años de Larry Fitzgerald

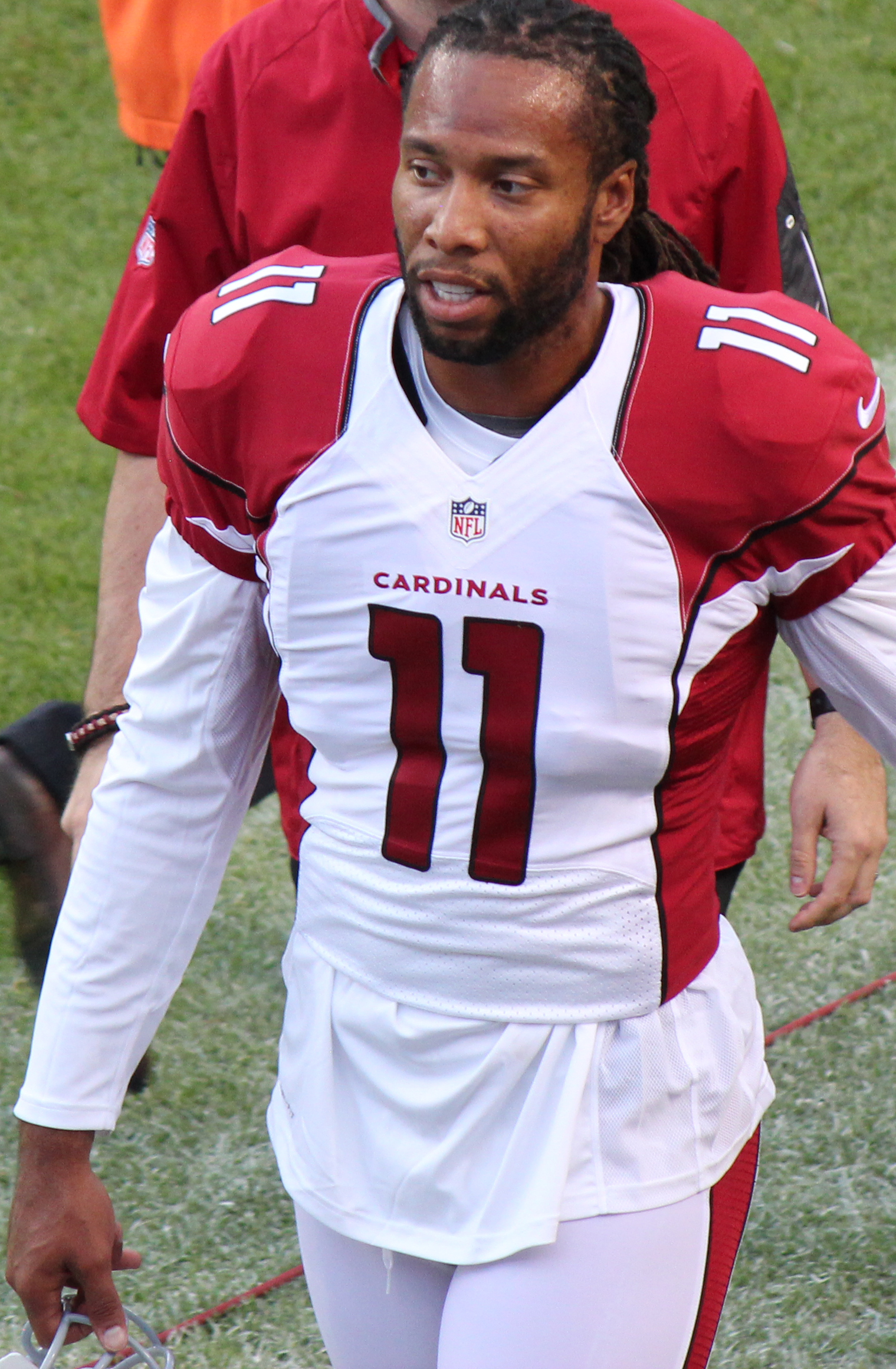
Larry Fitzgerald Fue fichado a los Cardinals en 2004.

Hasta la temporada del 2008 fue uno de los 6 equipos de la NFL que nunca habían tenido oportunidad de tener un pase al Super Bowl (los otros cinco eran los Cleveland Browns, los Detroit Lions, los Houston Texans, los Jacksonville Jaguars y los New Orleans Saints, quienes ganaron el Super Bowl XLIV en el 2010). Pero el 18 de enero de 2009 consiguieron pasar a su primer Super Bowl al derrotar a los Philadelphia Eagles en el juego de campeonato de la NFC correspondiente a la temporada 2008, por lo que la franquicia rompió esa racha. También  Tuvieron otra oportunidad En el Super Bowl XLIII  pero fueron derrotados 27-23 por los Pittsburgh Steelers.
En la temporada 2014 de la NFL, los Cardinals avanzaron a la postemporada con una racha de 11 victorias y 5 derrotas. Tuvieron la quinta mejor defensiva, con un promedio de 18,7 puntos recibidos, aunque la ofensiva fue la décima peor con 19,4 puntos anotados en promedio. 
Durante la temporada 2015 de la NFL los Cardinals se mostraron como uno de los equipos más poderosos de la temporada, alcanzando un récord histórico para la franquicia de 13-3, siendo sus derrotas ante Los Angeles Rams, los Pittsburgh Steelers, y los Seattle Seahawks, ganando de esta forma el título de la división oeste, obteniendo así su descanso durante la ronda de comodines para enfrentar en los divisionales a los Green Bay Packers, jugando el que quizá fue el mejor partido de la postemporada debido a que se fueron a tiempo extra, donde finalmente los Cardinals se impusieron en un marcador de 20-26, teniendo que partir de la University of Phoenix Stadium para visitar a los Carolina Panthers en la final de conferencia de la NFC, donde fueron totalmente destrozados por el marcador de 15-49. 
Carson Palmer fue nombrado el FedEx Air Player del año, y también estuvo nominado a MVP del año junto al quaterback de los New England Patriots, Tom Brady, y el quaterback de los Carolina Panthers, Cam Newton, llevándose este último el reconocimiento.

## Jugadores

### Números retirados
- 8 - Larry Wilson
- 40 - Pat Tillman
- 77 - Stan Mauldin
- 88 - J.V. Cain
- 99 - Marshall Goldberg

### Miembros del Pro Football Hall of Fame
- Paddy Driscoll
- Walt Kiesling
- Ernie Nevers
- Guy Chamberlin
- Ollie Matson
- Charley Trippi
- Night Train Lane
- Jim Thorpe
- Larry Wilson
- Don Maynard
- Roger Wehrli
- Dan Dierdorf
- Jackie Smith
- Emmitt Smith
- Aeneas Williams
- Kurt Warner